# Phosphor
Phosphorus hay phốt pho theo phiên âm tiếng Việt (từ tiếng Hy Lạp: phôs có nghĩa là "ánh sáng" và phoros nghĩa là "người/vật mang"), là một nguyên tố hóa học trong bảng tuần hoàn có ký hiệu P và số nguyên tử 15. Là một phi kim đa hóa trị trong nhóm nitơ,phosphorus chủ yếu được tìm thấy trong các loại đá phosphat vô cơ và trong các cơ thể sống. Do độ hoạt động hóa học cao, không bao giờ người ta tìm thấy nó ở dạng đơn chất trong tự nhiên. Nó phát xạ ra ánh sáng nhạt khi bị phơi ra trước oxy (vì thế có tên gọi của nó trong tiếng Latinh để chỉ "ngôi sao buổi sáng", từ tiếng Hy Lạp có nghĩa là "ánh sáng" và "mang"), và xuất hiện dưới một số dạng thù hình. Nó cũng là nguyên tố thiết yếu cho các cơ thể sống. Sử dụng quan trọng nhất trong thương mại của nó là để sản xuất phân bón. Nó cũng được sử dụng rộng rãi trong các loại vật liệu nổ, diêm, pháo hoa, thuốc trừ sâu, kem đánh răng và chất tẩy rửa.

## Các đặc trưng nổi bật
Dạng phổ biến của phosphorus là chất rắn dạng sáp có màu trắng có mùi đặc trưng khó ngửi tương tự như tỏi. Dạng tinh khiết của nó là không màu và trong suốt. Phi kim này không hòa tan trong nước nhưng hòa tan trong carbon disulfide. Phosphorus tinh khiết bắt cháy ngay trong không khí và tạo ra khói trắng chứa phosphorus pentoxide P2O5.

## Thù hình
Phosphorus tồn tại dưới ba dạng thù hình cơ bản có màu: trắng, đỏ và đen. Các dạng thù hình khác cũng có thể tồn tại. Phổ biến nhất là phosphorus trắng và phosphorus đỏ, cả hai đều chứa các mạng gồm các nhóm phân bổ kiểu tứ diện gồm 4 nguyên tử phosphorus. Các tứ diện của phosphorus trắng tạo thành các nhóm riêng; các tứ diện của phosphorus đỏ liên kết với nhau thành chuỗi. Phosphorus trắng cháy khi tiếp xúc với không khí hay khi bị tiếp xúc với nguồn nhiệt và ánh sáng.
Phosphorus cũng tồn tại trong các dạng ưa thích về mặt động học và nhiệt động lực học. Chúng được tách ra ở nhiệt độ chuyển tiếp -3,8 °C. Một dạng gọi là dạng "alpha", dạng kia gọi là "beta". Phosphorus đỏ là tương đối ổn định và thăng hoa ở áp suất 1 atm và 170 °C nhưng cháy do va chạm hay nhiệt do ma sát. Thù hình phosphorus đen tồn tại và có cấu trúc tương tự như graphit – các nguyên tử được sắp xếp trong các lớp theo tấm lục giác và có tính dẫn điện.

## Ứng dụng
Phosphoric acid đậm đặc, có thể chứa tới 70% - 75% P2O5 là rất quan trọng đối với ngành nông nghiệp do nó được dùng để sản xuất phân bón. Nhu cầu toàn cầu về phân bón đã dẫn tới sự tăng trưởng đáng kể trong sản xuất phosphat (PO43-) trong nửa sau của thế kỷ XX. Các sử dụng khác còn có:
- Các phosphat được dùng trong sản xuất các loại thủy tinh đặc biệt được sử dụng trong các loại đèn hơi natri.
- Tro xương, calci phosphat, được sử dụng trong sản xuất đồ sứ.
- Natri triphosphat được sản xuất từ acid phosphoric được sử dụng trong bột giặt ở một số quốc gia, nhưng lại bị cấm ở một số quốc gia khác.
- Phosphorus được sử dụng rộng rãi để sản xuất các hợp chất hữu cơ chứa phosphor, thôngqua các chất trung gian như phosphorus pentachloride và phosphorus sulfide. Các chất này có nhiều ứng dụng, bao gồm các chất làm dẻo, các chất làm chậm cháy, thuốc trừ sâu, các chất chiết và các chất xử lý nước.
- Nguyên tố này cũng là thành phần quan trọng trong sản xuất thép, trong sản xuất đồng thau chứa phosphor và trong nhiều sản phẩm liên quan khác.
- Phosphorus trắng được sử dụng trong các ứng dụng quân sự như bom lửa, tạo ra các màn khói như trong các bình khói và bom khói, và trong đạn lửa.
- Phosphorus đỏ được sử dụng để sản xuất các vỏ bao diêm an toàn, pháo hoa và nhất là methamphetamin (C10H15N).
- Với một lượng nhỏ, phosphorus được dùng như là chất thêm vào cho các loại bán dẫn loại n.
- Phosphorus P32 và phosphorus P33 được dùng như là các chất phát hiện dấu vết phóng xạ trong các phòng thí nghiệm hóa sinh học (xem Đồng vị dưới đây)

## Vai trò sinh học
Phosphorus là nguyên tố quan trọng trong mọi dạng hình sự sống đã biết. Phosphorus vô cơ trong dạng phosphat PO43- đóng một vai trò quan trọng trong các phân tử sinh học như DNA và RNA trong đó nó tạo thành một phần của phần cấu trúc cốt tủy của các phân tử này. Các tế bào sống cũng sử dụng phosphat để vận chuyển năng lượng tế bào thông qua adenosin triphosphat (ATP). Gần như mọi tiến trình trong tế bào có sử dụng năng lượng đều có nó trong dạng ATP. ATP cũng là quan trọng trong phosphat hóa, một dạng điều chỉnh quan trọng trong các tế bào. Các phospholipid là thành phần cấu trúc chủ yếu của mọi màng tế bào. Các muối calci phosphat được các động vật dùng để làm cứng xương của chúng. Trung bình trong cơ thể người chứa khoảng gần 1 kg phosphorus, và khoảng ba phần tư số đó nằm trong xương và răng dưới dạng apatit. Một người lớn ăn uống đầy đủ tiêu thụ và bài tiết ra khoảng 1-3 g phosphorus trong ngày trong dạng phosphat.
Theo thuật ngữ sinh thái học, phosphorus thường được coi là chất dinh dưỡng giới hạn trong nhiều môi trường, tức là khả năng có sẵn của phosphorus điều chỉnh tốc độ tăng trưởng của nhiều sinh vật. Trong các hệ sinh thái sự dư thừa phosphorus có thể là một vấn đề, đặc biệt là trong các hệ thủy sinh thái, xem thêm sự dinh dưỡng tốt và bùng nổ tảo.

## Lịch sử
Phosphor (từ tiếng Hy Lạp phosphoros, có nghĩa là "vật mang ánh sáng" và nó cũng là tên gọi cổ đại của Sao Kim) đã được nhà giả kim thuật người Đức là Hennig Brand tình cờ phát hiện ra năm 1669 thông qua việc điều chế (ông đã chưng cất 60 xô nước tiểu) nước tiểu để biến chúng thành vàng. Làm việc ở Hamburg, Brand đã cố gắng chưng cất các muối bằng cách cho bay hơi nước tiểu, và trong quá trình đó ông đã thu được một khoáng chất màu trắng phát sáng trong bóng đêm và cháy sáng rực rỡ. Kể từ đó, từ lân quang, liên quan đến các ánh sáng lân tinh của phosphor, đã được sử dụng để miêu tả các chất phát sáng trong bóng tối mà không cần cháy. Tuy nhiên bản chất vật lý của hiện tượng lân quang không trùng với cơ chế phát sáng của phosphor: Brand đã không nhận ra rằng thực tế phosphor cháy âm ỉ khi phát sáng.
Các loại diêm đầu tiên sử dụng phosphor trắng trong thành phần của chúng, nó là nguy hiểm do độc tính của phosphor trắng. Các trường hợp giết người, tự sát và các vụ ngộ độc ngẫu nhiên là hậu quả của việc sử dụng chất này. Ngoài ra, sự phơi nhiễm trước hơi phosphor đã làm cho nhiều công nhân bị mắc chứng bệnh hoại tử xương hàm. Khi phosphor đỏ được phát hiện, khả năng cháy kém hơn cũng như độc tính thấp hơn của nó đã làm cho dạng phosphor này được nhanh chóng chấp nhận như là một chất thay thế cho phosphor trắng trong sản xuất diêm.

## Sự phổ biến
Do độ hoạt động hóa học cao đối với oxy trong không khí và các hợp chất chứa oxy khác nên phosphor trong tự nhiên không tồn tại ở dạng đơn chất, mà nó phân bổ rộng rãi trong các loại khoáng chất khác nhau. Các loại đá phosphat, trong đó một phần cấu tạo là apatit (khoáng chất chứa calci phosphat dạng không tinh khiết) là một nguồn quan trọng về mặt thương mại của nguyên tố này. Các mỏ apatit lớn có ở Nga, Maroc, Florida, Idaho, Tennessee, Utah v.v. Tại Việt Nam có mỏ apatit tại Lào Cai. Tuy nhiên, đang có các e ngại là các mỏ apatit sẽ nhanh chóng cạn kiệt. Hoa Kỳ sẽ không còn các mỏ apatit vào khoảng năm 2035. Trung Quốc và Maroc sở hữu các mỏ apatit lớn nhất đã biết hiện nay, nhưng rồi chúng cũng sẽ cạn kiệt. Cùng với sự cạn kiệt các mỏ này thì sẽ nảy sinh các vấn đề nghiêm trọng đối với việc sản xuất lương thực, thực phẩm của thế giới do phosphor là một thành phần cơ bản trong các loại phân bón.
Thù hình màu trắng của phosphor có thể được sản xuất theo nhiều cách khác nhau. Trong một quy trình, phosphat tricalci thu được từ các loại đá phosphat, được nung nóng trong các lò nung với sự có mặt của carbon và silica. Phosphor dạng nguyên tố sau đó được giải phóng dưới dạng hơi và được thu thập lại dưới dạng acid phosphoric.

## Phòng ngừa
Đây là nguyên tố có độc tính với 50 mg là liều trung bình gây chết người (phosphor trắng nói chung được coi là dạng độc hại của phosphor trong khi phosphat và orthophosphat lại là các chất dinh dưỡng thiết yếu). Thù hình phosphor trắng cần được bảo quản dưới dạng ngâm nước do nó có độ hoạt động hóa học rất cao với oxy trong khí quyển và gây ra nguy hiểm cháy và thao tác với nó cần được thực hiện bằng kẹp chuyên dụng do việc tiếp xúc trực tiếp với da có thể sinh ra các vết bỏng nghiêm trọng. Ngộ độc mãn tính phosphor trắng đối với các công nhân không được trang bị bảo hộ lao động tốt dẫn đến chứng chết hoại xương hàm. Nuốt phải phosphor trắng có thể sinh ra tình trạng mà trong y tế gọi là "hội chứng phân bốc khói". Các hợp chất hữu cơ của phosphor tạo ra một lớp lớn các chất, một số trong đó là cực kỳ độc. Các ester florophosphat thuộc về số các chất độc thần kinh có hiệu lực mạnh nhất mà người ta đã biết. Một loạt các hợp chất hữu cơ chứa phosphor được sử dụng bằng độc tính của chúng để làm các thuốc trừ sâu, thuốc diệt cỏ, thuốc diệt nấm v.v. Phần lớn các phosphat vô cơ là tương đối không độc và là các chất dinh dưỡng thiết yếu.
Khi phosphor trắng bị đưa ra ánh sáng Mặt Trời hay bị đốt nóng thành dạng hơi ở 250 °C thì nó chuyển thành dạng phosphor đỏ, và nó không tự cháy trong không khí, do vậy nó không nguy hiểm như phosphor trắng. Tuy nhiên, việc tiếp xúc với nó vẫn cần sự thận trọng do nó cũng có thể chuyển thành dạng phosphor trắng trong một khoảng nhiệt độ nhất định và nó cũng tỏa ra khói có độc tính cao chứa các phosphor oxide khi bị đốt nóng.
Khi bị phơi nhiễm phosphor, trong quá khứ người ta đề nghị rửa bằng dung dịch chứa 2% sulfat đồng CuSO4 để tạo ra một hợp chất không độc có thể rửa sạch. Tuy nhiên, theo báo cáo của Hải quân Mỹ Lưu trữ ngày 22 tháng 11 năm 2005 tại Wayback Machine gần đây thì "...đồng(II) sulfat có độc tính và việc sử dụng nó sẽ được dừng lại. Sulfat đồng có thể gây độc cho thận và não cũng như phá hủy hồng cầu trong mạch máu."
Hướng dẫn này cũng đề xuất thay thế là "dung dịch bicarbonat để trung hòa acid phosphoric...".
Có thể tìm thêm tài liệu về xử lý ngộ độc phosphor tại Emergency War Surgery NATO Handbook: Phần I: Types of Wounds and Injuries: Chương III: Burn Injury: Chemical Burns And White Phosphorus injury.

## Đồng vị
Các đồng vị phóng xạ của phosphor bao gồm:
- P32: chất tạo bức xạ beta (1,71 MeV) với chu kỳ bán rã 14,3 ngày. Nó được dùng trong các phòng thí nghiệm khoa học nghiên cứu về sự sống, chủ yếu để tạo ra các mẫu DNA và RNA đánh dấu phóng xạ, ví dụ để sử dụng trong các phương pháp đánh dấu Northern hay đánh dấu Southern. Do các hạt beta cao năng lượng được tạo ra thâm nhập qua da và giác mạc, và do bất kỳ lượng P32 nào được đi vào cơ thể theo các đường tiêu hóa, hô hấp hay hấp thụ qua các đường khác đều kết hợp lại trong xương và các acid nucleic, OSHA yêu cầu là mọi người làm việc với P32 bắt buộc phải dùng quần áo bảo hộ, găng tay và kính bảo hộ, và phải tránh sự tiến hành công việc trên các thùng chứa hở để bảo vệ mắt. OSHA cũng yêu cầu phải có sự giám sát cá nhân, quần áo và bề mặt bị phơi nhiễm. Ngoài ra, do năng lượng cao của các hạt beta, thông thường người ta hay sử dụng các vật liệu nặng để che chắn (chẳng hạn chì), nhưng điều này lại tạo ra bức xạ thứ cấp các tia X, thông qua một tiến trình được biết đến như là Bremsstrahlung, có nghĩa là bức xạ phanh. Vì thế, các tấm che phải kèm theo với các vật liệu nhẹ như plexiglas, acrylic, lucit, chất dẻo, gỗ hay nước  Lưu trữ ngày 20 tháng 2 năm 2006 tại Wayback Machine.
- P33; chất tạo bức xạ beta (0,25 MeV) với chu kỳ bán rã 25,4 ngày. Nó được dùng trong các phòng thí nghiệm khoa học về sự sống trong các ứng dụng mà bức xạ beta thấp năng lượng là ưu thế hơn, ví dụ trong sắp xếp chuỗi DNA.

## Hợp chất
- Amoni phosphat ((NH4)3PO4)
- Phosphin (PH3)
- Diphosphan (P2H4)
- Calci phosphat (Ca3(PO4)2)
- Supephosphat (Ca(H2PO4)2)
- Calci phosphide (Ca3P2)
- Sắt(III) phosphat (FePO4)
- Sắt(II) phosphat (Fe3(PO4)2)
- Acid hypophosphorơ (H3PO2)
- Thuốc thử Lawesson (C14H14O2P2S4)
- Parathion (C10H14NO5PS)
- Acid phosphoric (H3PO4)
- Acid phosphorơ (H3PO3)
- Phosphor pentabromide (PBr5)
- Phosphor pentoxide (P2O5)
- Phosphor tribromide (PBr3)
- Phosphor trichloride (PCl3)
- Phosphor triiodide (PI3)
- Sarin (C4H10FO2P)
- Somon
- Kali biphosphat (KH2PO4)
- Natri phosphat (Na3PO4)
- VX (C11H26NO2PS)